# Leigh McCloskey
Leigh Joseph McCloskey (Los Ángeles, 21 de junio de 1955) es un actor y artista estadounidense.

## Carrera
A lo largo de su carrera como actor, McCloskey apareció en numerosas series de televisión y largometrajes, incluyendo la popular serie Dallas y un papel protagónico en la película de Darío Argento Inferno, en 1980.
Como artista, McCloskey ha producido un gran número de obras enfocadas en el ocultismo y la alquimia, incluyendo su propio mazo de Tarot y el "Jeroglífico del Alma Humana", una instalación artística pintada en las paredes de su biblioteca. Su trabajo artístico ha sido presentado en la música popular, incluyendo el disco de Flying Lotus de 2010 Cosmogramma y la gira A Bigger Bang de los Rolling Stones en la década de 2000.

## Filmografía

### Cine y televisión
| Año     | Título                                      | Papel                                           | Notas         |
| ------- | ------------------------------------------- | ----------------------------------------------- | ------------- |
| 1975    | Phyllis                                     | Donald Ralson                                   | 1 episodio    |
| 1975    | The Secrets of Isis                         | Bill Cady                                       | 1 episodio    |
| 1976    | Medical Center                              | Mihail Zankov                                   | 1 episodio    |
| 1976    | Rich Man, Poor Man                          | Billy Abbott                                    | 1 episodio    |
| 1976    | The Streets of San Francisco                | Gil                                             | 1 episodio    |
| 1976    | ABC Afterschool Specials                    | Jeff                                            | 1 episodio    |
| 1976    | Rich Man, Poor Man Book II                  | Billy Abbott                                    |               |
| 1976    | Dawn: Portrait of a Teenage Runaway         | Alexander Duncan                                | Telefilme     |
| 1976–77 | Executive Suite                             | Brian Walling                                   | 18 episodios  |
| 1977    | Alexander: The Other Side of Dawn           | Alexander Duncan                                | Telefilme     |
| 1977    | Hawaii Five-O                               | Ted Bonner                                      | 1 episodio    |
| 1978    | The Bermuda Depths                          | Magnus Dens                                     | Telefilme     |
| 1978    | Doctors' Private Lives                      | Kenny                                           | Telefilme     |
| 1979    | The Paper Chase                             | Paul Chandler                                   | 1 episodio    |
| 1979    | Married: The First Year                     | Billy Baker                                     | 4 episodios   |
| 1979    | Buck Rogers in the 25th Century             | Jalor Davin                                     | 1 episodio    |
| 1980    | Inferno                                     | Mark Elliot                                     |               |
| 1980–88 | Dallas                                      | Mitch Cooper                                    | 46 episodios  |
| 1981    | Hart to Hart                                | Vernon Casper                                   | 1 episodio    |
| 1983    | I paladini - Storia d'armi e d'amori        | Rinaldo                                         |               |
| 1983    | The Fall Guy                                | Webb Covington, Jr.                             | 1 episodio    |
| 1983–85 | The Love Boat                               | Peter / Ralph Burrows / Charles 'Chip' Reynolds |               |
| 1983–86 | Hotel                                       | Hank Miller / Joel Shubert / Lou Valentine      | 3 episodios   |
| 1984    | Mickey Spillane's Mike Hammer               | Carl Pennington                                 | 1 episodio    |
| 1984    | La isla de la fantasía                      | Paul Spenser                                    | 2 episodios   |
| 1984    | Velvet                                      | James Barstow                                   | Telefilme     |
| 1984    | Partners in Crime                           | Casey Quinn                                     | 1 episodio    |
| 1984    | Finder of Lost Loves                        | Travis Burke                                    | 1 episodio    |
| 1985    | Fraternity Vacation                         | Charles 'Chas' Lawlor III                       |               |
| 1985    | Just One of the Guys                        | Kevin                                           |               |
| 1986    | Hamburger: The Motion Picture               | Russell                                         |               |
| 1986    | Murder, She Wrote                           | Todd Amberson                                   | 1 episodio    |
| 1986    | Blacke's Magic                              | Paul Thompson                                   | 1 episodio    |
| 1986    | Crazy Like a Fox                            |                                                 | 1 episodio    |
| 1987–92 | Jake and the Fatman                         | Hank Goldman                                    | 2 episodios   |
| 1988    | Sonny Spoon                                 | Dick Darling                                    | 1 episodio    |
| 1988    | Dirty Laundry                               | Jay                                             |               |
| 1988    | The Bronx Zoo                               | Richard                                         |               |
| 1988    | Cameron's Closet                            | Pete Groom                                      |               |
| 1988    | Double Revenge                              | Mick Taylor                                     |               |
| 1988    | Lucky Stiff                                 | Eric West                                       |               |
| 1988–90 | Santa Barbara                               | Dr. Zach Kelton / Ethan Asher                   | 248 episodios |
| 1990    | Shades of L.A.                              | Dr. Ernest Lindstrom                            | 1 episodio    |
| 1992    | Life Goes On                                | Phillip Jorgens                                 | 1 episodio    |
| 1993    | Raven                                       | Pirate / Randall                                | 2 episodios   |
| 1993    | Trouble Shooters: Trapped Beneath the Earth | Frank Mather                                    | Telefilme     |
| 1993–96 | General Hospital                            | Damian Smith                                    |               |
| 1994    | Accidental Meeting                          | Richard                                         | Telefilme     |
| 1994    | Chicago Hope                                | Doctor                                          | 1 episodio    |
| 1995    | Terror in the Shadows                       | Alex Williams                                   | Telefilme     |
| 1996    | Star Trek: Voyager                          | Tieran                                          | 1 episodio    |
| 1996–97 | The Young and the Restless                  | Dr. Kurt Costner                                | 16 episodios  |
| 1997    | 3rd Rock from the Sun                       | Matthew                                         | 1 episodio    |
| 1997    | Almost Perfect                              | Tommy                                           | 1 episodio    |
| 1998    | Babylon 5                                   | Thomas                                          | 2 episodios   |
| 1998    | I Might Even Love You                       | Hank Price                                      |               |
| 1999    | JAG                                         | Dan Lander                                      | 1 episodio    |
| 1999    | Star Trek: Deep Space Nine                  | Joran Belar                                     | 1 episodio    |
| 1999    | Beverly Hills, 90210                        | Bigelow                                         | 1 episodio    |
| 2000    | Brutally Normal                             | Corey                                           | 1 episodio    |
| 2000    | One Life to Live                            | Drake Faraday                                   |               |
| 2005    | Gone But Not Forgotten                      | Detective Ross Barrow                           |               |
| 2009    | An Elaborate Plan                           | Donald Cavanaugh                                | Cortometraje  |
| 2011    | Bones                                       | Lee Coleman                                     | 1 episodio    |
| 2013    | The Young and the Restless                  | Dr. Kurt Costner                                | 16 episodios  |